# Nothostrepta
Nothostrepta là một chi rêu trong họ Jungermanniaceae.